# Арабская весна
Ара́бская весна́ (араб. الربيع العربي‎
ar-rabīʻ al-ʻarabī) — серия антиправительственных протестов, восстаний и вооружённых мятежей, охвативших большую часть арабского мира — страны Ближнего Востока и Северной Африки в начале 2010-х годов.
С осени 2010 года произошли революции в Тунисе, в Египте и в Йемене; гражданские войны в Сирии и в Ливии (привели к смене власти), в Йемене (продолжается); гражданское восстание в Бахрейне; массовые протесты в Алжире, в Ираке, в Иордании, в Марокко и в Омане; и менее значительные протесты в Азербайджане, Кувейте, Ливане, Мавритании, Саудовской Аравии, Судане, Джибути и Западной Сахаре. Столкновения на границе Израиля в мае 2011 года также были вдохновлены местной Арабской весной.
В ходе протестов использовались общие методы гражданского сопротивления в длительных кампаниях: протесты, акции, забастовки, пикеты и пикетирования, манифестации, демонстрации, шествия и митинги, а также использование социальных медиа для организации, общения и информирования при попытках государственных репрессий и интернет-цензуры. Многие демонстрации были встречены насильственной реакцией властей, а также проправительственных ополченцев и контрдемонстрантов. Основным лозунгом демонстрантов в арабском мире был «Народ хочет падения режима» (араб. الشعب يريد إسقاط النظام‎, «аш-Ша`б йурид искат ан-низам»).
Название Арабская весна перекликается с выражением Весна народов, которым называли период революций в Европе 1848—1849 годов.
Зимой 2011 года в Египте режим президента Х. Мубарака на площади Тахрир в Каире свергла революция «Братьев-мусульман». Организация правила 11 месяцев и была устранена весной 2012 года вынесением смертного приговора.
Гражданские войны в Ливии и Сирии привели к свержению правления М. Каддафи и публичным самосожжениям людей. Число погибших возросло до 10 000 человек.

## Причины
Некоторые специалисты отмечают, что на протестные настроения повлияло изменение климата и увеличение цен на еду. Из-за засухи в России местные власти с 15 августа 2010 года ввели запрет на вывоз зерна из страны, что спровоцировало мировой рост цен на еду.

## Обзор
Серия протестов и демонстраций по всему Ближнему Востоку и Северной Африке стала известна как «арабская весна», а также как «арабская весна и зима», «арабское пробуждение», «панарабская революция» и «арабские восстания», хотя не все участники протестов считали себя арабами. Хронологически она началась с протестов в Западной Сахаре в октябре 2010 года, а фактически же она началась с протестов в Тунисе 18 декабря 2010 года после самосожжения Мохаммеда Буазизи в знак протеста против полицейской коррупции и жестокого обращения. С успехом протестов в Тунисе волна беспорядков ударила Алжир, Иорданию, Египет и Йемен, а затем распространилась и на другие страны. Самые массовые и наиболее организованные демонстрации нередко происходили в «день гнева» — как правило, в пятницу после полуденной молитвы. Протесты также вызвали аналогичные беспорядки за пределами региона.
«Мы, — заявил в середине сентября 2011 г. один из лидеров „Аль-Каиды“ Айман аз-Завахири, — на стороне арабской весны, которая принесёт с собою подлинный ислам».
По состоянию на май 2012 года, революции привели к свержению четырёх глав государств. Тунисский президент Зин эль-Абидин Бен Али бежал в Саудовскую Аравию 14 января 2011 года после революции в Тунисе. В Египте президент Хосни Мубарак подал в отставку 11 февраля 2011 года после 18 дней массовых акций протеста, завершив своё 30-летнее президентство. Ливийский лидер Муаммар Каддафи был свергнут 23 августа 2011 года, когда Национальный переходный совет взял под свой контроль Баб-аль-Азизию. Он был убит 20 октября 2011 года в родном городе Сирт, когда НПС взял город под свой контроль. Президент Йемена Али Абдалла Салех 27 февраля 2012 года окончательно оставил свой пост, передав власть новому президенту, избранному на досрочных президентских выборах.
В этот период региональных беспорядков некоторые лидеры объявили о своём намерении уйти в отставку в конце своих текущих сроков. Президент Судана Омар аль-Башир объявил, что не будет добиваться переизбрания в 2015 году, так же как и премьер-министр Ирака Нури аль-Малики, срок полномочий которого заканчивался в 2014 году, хотя с требованием его немедленной отставки проходили всё более агрессивные демонстрации. Протесты в Иордании также стали причиной роспуска двух правительств королём Абдаллой. Президент Йемена Али Абдалла Салех объявил 23 апреля, что уйдёт в отставку в течение 30 дней в обмен на иммунитет — предложение, которое йеменская оппозиция неофициально приняла 26 апреля; Салех затем передумал, и йеменское восстание продолжилось.
Геополитические последствия протестов привлекли всеобщее внимание, в том числе возникли предположения, что некоторые протестующие могут быть выдвинуты на Нобелевскую премию мира. Тавакуль Карман из Йемена стала одним из трёх лауреатов Нобелевской премии мира 2011 года как выдающийся лидер Арабской весны.
- Сводка протестов по странам

Протесты

| Начало волнений | Страна            | Конец волнений   | Вид протестов                                                                                                  | Последствия | Количество погибших |
| --------------- | ----------------- | ---------------- | --- | --- | ------------------- |
| 17 декабря 2010 | Тунис             | 14 января 2011   | Самосожжение Мохаммеда Буазизи, массовые демонстрации, общенациональный протест, нападения на офисы и владения | Свержение правительства, президент Бен Али и его семья бежали из страны (14 января 2011)                                              | 219                 |
| 28 декабря 2010 | Алжир             | 24 февраля 2011  | Массовые демонстрации                                                                                          | Президент Абдель Азиз Бутефлика объявил об отмене режима чрезвычайного положения, длившегося 19 лет (3 февраля 2011)                  | 8                   |
| 13 января 2011  | Ливия             | 20 октября 2011  | Протесты по всей стране против 40-летнего правления главы Ливии, переросшие в гражданскую войну и интервенцию  | Убийство Муаммара Каддафи, переход власти к Переходному национальному совету, ликвидация Джамахарии, провозглашение Государства Ливия | 50 000              |
| 14 января 2011  | Иордания          |                  | Небольшие протесты                                                                                             | Король Абдалла II распустил правительство (1 февраля 2011)                                                                            | 2                   |
| 17 января 2011  | Мавритания        | 17 января 2011   | Самосожжение                                                                                                   | | 3                   |
| 17 января 2011  | Судан             |                  | Небольшие протесты, референдум о независимости Южного Судана                                                   | Признание независимости Южного Судана                                                                                                 | 1                   |
| 17 января 2011  | Оман              | 31 мая 2011      | Протесты, беспорядки                                                                                           | Султан Кабус бен Саид передал часть полномочий парламенту                                                                             | 6                   |
| 18 января 2011  | Йемен             | 27 февраля 2012  | Несогласие правительства с политикой президента, массовые демонстрации                                         | Президент Али Абдалла Салех подписал Указ о передаче полномочий вице-президенту страны (23 ноября 2011)                               | 1500                |
| 21 января 2011  | Саудовская Аравия | 21 декабря 2012  | Самосожжение, демонстрации                                                                                     | Король Абдалла ибн Абдул-Азиз Аль Сауд пообещал выделить 16 миллиардов долларов на социальные выплаты                                 | 10                  |
| 25 января 2011  | Египет            | 11 февраля 2011  | Массовые протесты и восстания                                                                                  | Смена правительства (29 января 2011) Отставка Хосни Мубарака с поста президента (11 февраля 2011)                                     | 887                 |
| 26 января 2011  | Сирия             | 29 июля 2011     | Самосожжение, массовые протесты, беспорядки                                                                    | Президент Башар аль-Ассад объявил об отмене режима чрезвычайного положения, длившегося 48 лет                                         | более 371 200       |
| 20 февраля 2011 | Марокко           | 20 февраля 2011  | Самосожжение, протесты                                                                                         | Король Мухаммед VI обратился к своим подданным с речью, в которой сообщил о намерении провести кардинальную конституционную реформу   | 9                   |
| 1 февраля 2011  | Джибути           | 1 февраля 2011   | Небольшие протесты                                                                                             | | 2                   |
| 13 февраля 2011 | Сомали            |                  | Небольшие протесты                                                                                             | | 5                   |
| 4 февраля 2011  | Бахрейн           | 18 марта 2011    | Протесты, беспорядки                                                                                           | Король Хамад ибн Иса объявил, что государство выплатит 1000 динаров каждой семье (11 февраля)                                         | 86                  |
| 10 февраля 2011 | Ирак              |                  | Демонстрации                                                                                                   | | 35                  |
| 18 февраля 2011 | Кувейт            | 28 ноября 2011   | Небольшие протесты                                                                                             | Власти Кувейта повысили зарплаты госслужащих, увеличили студенческие стипендии, а также выплатили коренным кувейтцам гранты           | 0                   |
| 26 февраля 2011 | Западная Сахара   |                  | Небольшие протесты, беспорядки                                                                                 | | 56                  |
| 27 февраля 2011 | Ливан             |                  | Небольшие протесты                                                                                             | | 17                  |
| 11 марта 2011   | Азербайджан       | 11 сентября 2011 | Гражданское сопротивление, демонстрации, голодовки                                                             | Президент Ильхам Алиев не выполнил требования оппозиции, протесты были подавлены, 469 демонстрантов было арестовано                   | 0                   |
| Всего погибших: | Всего погибших:   | Всего погибших:  | Всего погибших:                                                                                                | Всего погибших: | более 420 000       |

## Отключение современных средств коммуникации
Поняв силу организации через современные средства связи, власти Туниса стирали сообщения в «Живом Журнале» и системе микроблогинга Twitter.
В Египте произошло полное отключение Интернета крупными провайдерами (Etisalat Misr, Link Egypt, Telecom Egypt и Vodafone/Raya), а также частичное отключение мобильной связи. Компания «Google» сделала возможным размещение жителями Египта сообщений в системе Twitter через мобильную связь, путём голосового сообщения. Следом Ливия в ночь на 19 февраля отключила интернет.

## По странам

### Тунис
Волнения в Тунисе переросли в революцию, когда 14 января 2011 года президент Зин эль-Абидин Бен Али бежал из страны и осел в Саудовской Аравии.

### Алжир

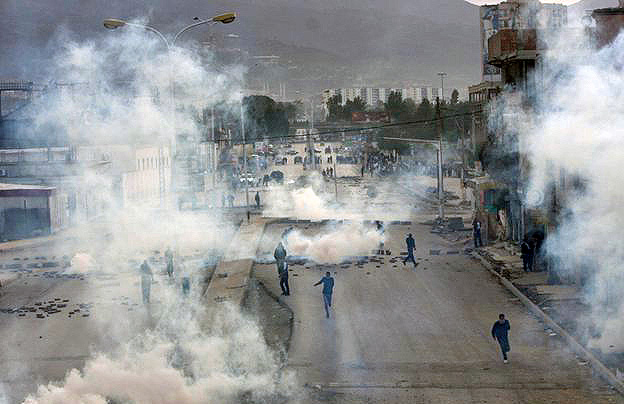
Столкновения протестующих с полицией в Блиде (Алжир) 8 января 2011 года

- 3 февраля 2011 года президент Алжира Абдель Азиз Бутефлика сообщил о начале политических реформ в ближайшее время — снятие чрезвычайного положения (действующее с 1992 года), доступ на радио партий, мирные демонстрации (кроме города Алжир)[106].

### Азербайджан
Общие темы, поддерживаемые демонстрантами, многие из которых связаны с Мусават и Партией Народного фронта, основными оппозиционными партиями в Азербайджане, включают сомнения в легитимности президентских выборов 2008 года, желание освободить политических заключённых, призывы к демократическим реформам, и требуют, чтобы президент Азербайджана Ильхам Алиев и его правительство ушли в отставку. Власти Азербайджана ответили репрессиями, разгоном протестов и пресечением попыток собраний с применением силы.
Совет Европы, Госдепартамент США, Amnesty International и другие организации призвали правительство Азербайджана освободить политических заключённых и обеспечить их право на свободу собраний.

### Иордания
1 февраля 2011 года король Иордании Абдалла II после требований оппозиции отправил в отставку правительство Самира аль-Рифаи. Также король попытался сбить протесты с помощью финансовых вливаний. В 2011 году он выделил 0,5 млрд долларов на зарплаты госслужащих и на регулирование цен на топливо и товары первой необходимости (часть этих денег дали США и ЕС). Кроме того, в 2011 году Иордания получила помощь от Саудовской Аравии на сумму в 1,6 млрд долларов.

### Йемен
Выступая в парламенте Йемена, президент Али Абдалла Салех заявил, что не намерен оставаться у власти или передавать её по наследству сыну после истечения срока его президентских полномочий осенью 2013 года. Позже под давлением массовых выступлений Салех предложил провести президентские выборы и уйти в отставку до конца 2011 года, но оппозиция отвергла это предложение, требуя его немедленной отставки. В то же время в Йемене проходят демонстрации сторонников Салеха.
23 ноября 2011 года Салех передал власть вице-президенту страны.

### Египет

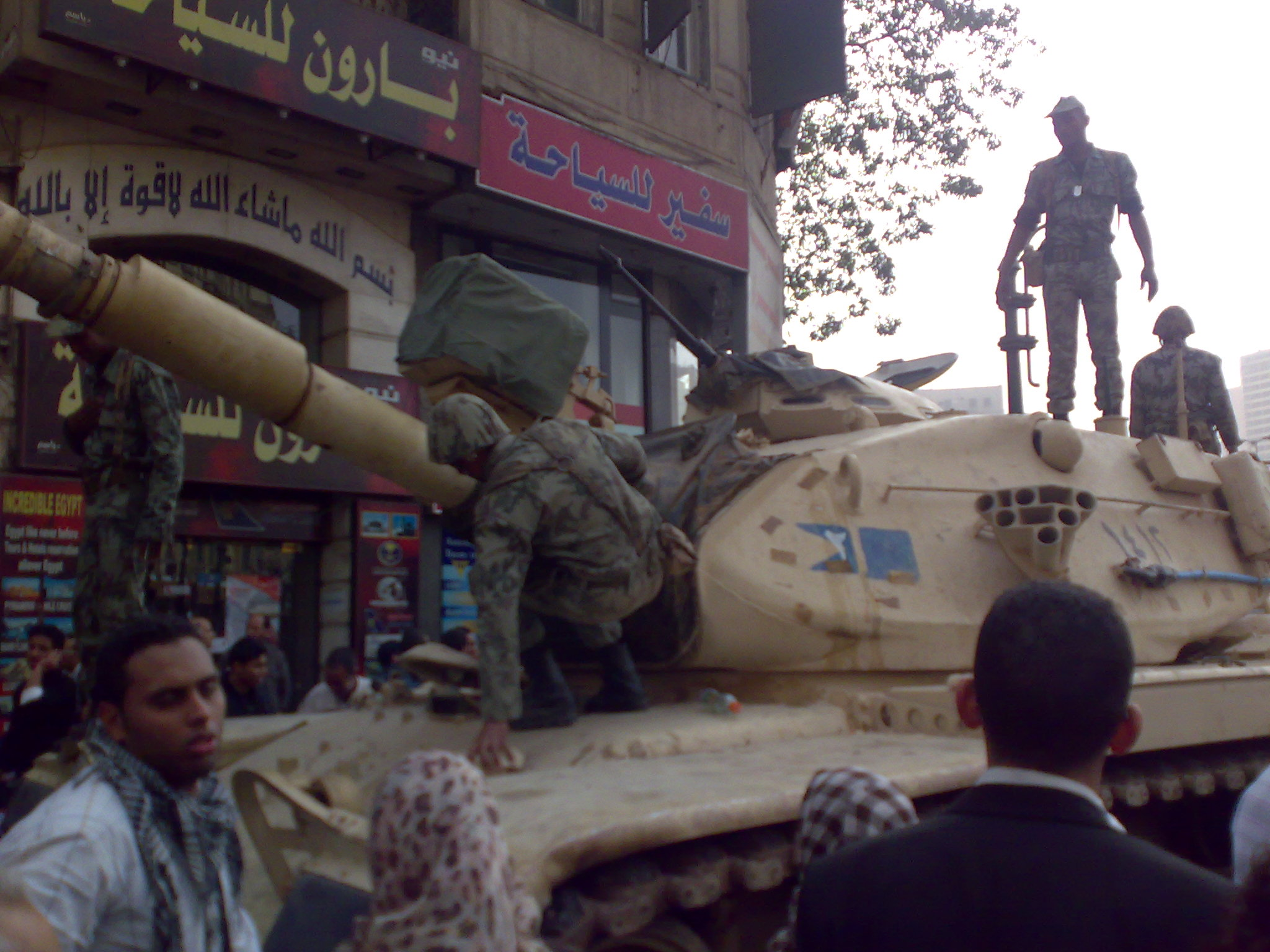
Танк около площади Тахрир в Каире 29 января 2011 года

Люди протестуют против плохого качества жизни и требуют отставки президента. 29 января 2011 года президент Хосни Мубарак объявил о роспуске правительства. 1 февраля в экстренном обращении к народу президент Египта заявил, что не будет участвовать в следующих президентских выборах, которые намечены на осень 2011 года. Глава Египта также высказался в пользу изменения статей 76 и 77 Конституции, в которых прописан механизм выдвижения кандидатуры на пост президента и процедура выборов, а также приведена норма о сроке президентских полномочий.
Международное агентство Moody’s понизило рейтинги Египта по долговым обязательствам с уровня «Ва1» до «Ва2»; также был изменён прогноз по рейтингам: вместо «стабильного» он стал «негативным». По мнению агентства, высока вероятность ослабления налогово-бюджетной политики правительства Египта из-за усилий по преодолению недовольства населения.
10 февраля Мубарак передал часть президентских полномочий вице-президенту Омару Сулейману, о чём сообщил в телеобращении к нации, после чего 11 февраля ушёл в отставку. В дальнейшем он был помещён под домашний арест.
С 1 по 4 декабря 2012 года вновь активизировались протесты египетского народа против единоличной власти Мухаммеда Мурси. 5-го и 6 декабря были зафиксированы массовые протесты, стычки и столкновения с полицией с применением «коктейлей Молотова» — бутылок с зажигательной смесью. Жертвами столкновений стали уже четыре человека.
3 июля 2013 года, после продолжительных протестов в Египте против президента страны, Мухаммеда Мурси, министр обороны Египта Абдул Фатах Аль-Сиси объявил о свержении президента и о приостановлении действия Конституции.
25 января 2014 года. Не менее 49 человек погибли в Египте в ходе столкновений между полицией и участниками демонстраций, посвященных годовщине революции 25 января 2011 года, передает в воскресенье агентство Франс Пресс.

### Мавритания
17 января 2011 года мужчина поджёг себя в столице Мавритании — Нуакшоте, в знак протеста против режима генерала Мохаммеда ульд Абдель Азиза. 43-летний Якуб ульд Дахуд остановил свой автомобиль утром перед зданием Сената Мавритании, облил себя легковоспламеняющейся жидкостью внутри машины и поджёг. Полиция быстро вмешалась — человек был потушен и госпитализирован в больницу с сильными ожогами лица и тела. О его самочувствии нет данных.
По словам журналистов, Дахуд за несколько минут до того как поджечь себя, позвонил им и предупредил об этом. Дахуд сказал журналистам что, «недоволен политической ситуацией в стране и выступает против правящего режима». Мавританию возглавляет Мохаммед ульд Абдель Азиз, генерал, который захватил власть в стране в результате военного переворота в августе 2008 года, а затем был избран президентом Исламской Республики в июле 2009 года.

### Марокко
Через Facebook призыв к протестам 20 февраля.
- 20 февраля 2011 года мирные демонстрации в городах Марокко, требования к ограничению власти короля, решению социальных проблем.

### Западная Сахара
26 февраля прошла акция протеста в городе Дахла. В результате беспорядков 2 человека погибли, около 100 человек получили ранения.
5 марта в лагере беженцев около 200 человек приняли участие в мирной акции протеста, призывая правительство (в изгнании в Алжире) фронта Полисарио (воюющего против Марокко — оккупанта Западной Сахары) приступить к демократическим и социальным реформам.

### Ливан
27 февраля в столице Ливана городе Бейрут прошла многолюдная демонстрация под лозунгом упразднения системы конфессионализма, подразумевающего организацию государственной власти в соответствии с делением общества на религиозные общины. Сообщается, что марш был организован через социальную сеть Facebook.
Демонстранты раздавали листовки, в которых они требовали «светского, гражданского, демократического, социально справедливого, правового и равноправного государства» и призывали к увеличению минимальной заработной платы и снижению цен на основные товары.
13 марта десятки тысяч человек приняли участие в митинге на Площади мучеников в Бейруте по случаю шестой годовщины так называемой «кедровой революции», в результате которой сирийские войска покинули Ливан. Манифестанты требовали, чтобы радикальная шиитская группировка «Хезболла» сложила оружие и была интегрирована в ливанскую армию.

### Оман
В Омане около 200 протестующих прошли с требованиями повышения заработной платы и против низкого уровня жизни 17 января 2011 года. Протест удивил репортёров, которые рассматривают Оман как «политически стабильную и вялую страну».
- 19 февраля прошёл «мирный зелёный марш» под лозунгом перемен во всех сферах жизни[127].
- 26 февраля — протесты, султан Кабус бен Саид провёл перестановки в правительстве, сместил 6 человек[128].
- 27 февраля — протесты, два демонстранта погибли в городе Сухар, митинг в Салале[129].
- 28 февраля — возмущённые подавлением акции протеста, в результате которого погибло до 6 человек, манифестанты перекрыли доступ к портовой зоне города Сухар на севере страны, где расположен также нефтеперерабатывающий завод. Пока протест носит мирный характер, и ничто не мешает морскому сообщению и отгрузке топлива[130].
- 13 марта Кабус Бен Саид издал указ, согласно которому отныне законодательный совет будет иметь законодательные и регулирующие полномочия, будет создан комитет для работы над поправками к основному закону страны[75].

### Саудовская Аравия
Волнения во время «арабской весны» привели правящую династию Аль Сауд в ужас и вызвали ухудшение отношений с Турцией.
21 января неизвестный 65-летний мужчина скончался в результате самосожжения в Самте, провинция Джизан. По всей видимости, это первый известный случай самосожжения в Саудовской Аравии.
29 января сотни демонстрантов собрались в Джидде, выступая против проблем городской инфраструктуры, возникших из-за наводнений, убивших 11 человек. Полиция остановила демонстрацию через 15 минут после её начала. От 30 до 50 человек были арестованы.
23 февраля король Саудовской Аравии Абдалла ибн Абдель Азиз, вернувшийся в страну после трёх месяцев пребывания за границей на лечении, объявил о реализации пакета финансовых льгот общей стоимостью более 35 миллиардов долларов. В него вошли такие меры, как 15-процентное повышение зарплаты госслужащим, поддержка молодых безработных и граждан Саудовской Аравии, обучающиxся за рубежом, а также помощь семьям в поиске доступного жилья. Ни о каких политических реформах не было объявлено, хотя монарх помиловал некоторых заключённых, которым были предъявлены обвинения в финансовых преступлениях.
10 марта в городе Катиф, находящемся в провинции Эш-Шаркийя, прошла демонстрация шиитов, в которой приняли участие около 200 человек. Для разгона толпы стражи правопорядка применили шумовые гранаты. По меньшей мере четыре человека получили ранения.

### Судан
30 января в Хартуме прошёл протест около 15 000 студентов двух университетов, требовавших отставки правительства. Полиция оцепила университеты, избила и арестовала группу студентов. Арестовано более 10 журналистов, освещавших протест студентов против роста цен.
За 2 недели до этого, 17 января 2011 года властями Судана был арестован бывший ближайший соратник действующего президента Омара аль-Башира, а ныне — видный оппозиционер Хасан Тураби.

### Джибути
В Джибути 31 января 300 человек вышли на протест против президента Исмаила Омара Гелле в столичном городе Джибути.
18 февраля в Джибути прошла антипрезидентская демонстрация с требованием отставки 63-летнего президента.

### Сомали
13 февраля сотни молодых людей приняли участие в демонстрации в столице Сомали Могадишо против переходного федерального правительства (ПФП) во главе с президентом Шейхом Шарифом Ахмедом и исламистской повстанческой группировкой «Харакат аш-Шабаб» во главе с Шейхом Ибрагимом аль-Афгани, которая контролирует большую часть страны. Протестующие заявили, что будут продолжать акции до тех пор, пока они не свергнут своих лидеров, как в Египте и Тунисе. По крайней мере, 7 человек из числа организаторов демонстрации были захвачены и взяты под стражу ПФП.
15 февраля силы, лояльные переходному федеральному правительству, обстреляли протестующих, в результате чего погибли 4 и ранены 11 манифестантов.

### Сирия
На 4 февраля 2011 года в Сирии группой активистов в сети Facebook планировался «День гнева», аналогичный египетскому.
Однако президент Башар Асад считал, что его власти ничего не угрожает и у него нет противоречий с оппозицией, так как основные вопросы развития страны в последнее время успешно решались. В Сирии пять лет (с 2007 до февраля 2011 года) был заблокирован доступ к Facebook, YouTube, Twitter и многим новостным сайтам.
20 апреля — Башар Асад официально подтвердил отмену режима чрезвычайного положения, действовавшего в стране 48 лет. По словам оппозиции, это были «запоздалые меры».
22 апреля по сведениям новостных источников, в ходе разгона самых крупных со дня начала выступлений антиправительственных демонстраций погибло 72 человека.
С марта 2011 года по декабрь 2024 года в Сирии шла гражданская война . В отдельных СМИ в 2014 году появились утверждения о том, что война уже давно бы закончилась без подпитки извне.

### Бахрейн
Демонстрации с требованием перемен начались в Бахрейне 14 февраля 2011 г. Демонстранты заняли Жемчужную площадь в центре Манамы. Во время первой же демонстрации погиб участник протеста. 15 февраля на похоронах погибшего убит ещё один. 16 февраля тысячи бахрейнцев собираются на Жемчужной площади, переименовывая её в площадь Тахрир (Освобождение), по аналогии с площадью в Каире. На Жемчужной площади разбит палаточный городок. 17 февраля полиция зачищает площадь от демонстрантов, при этом гибнут по меньшей мере 6 человек. 18 февраля демонстранты снова пытаются выйти на Тахрир, но обстреливаются полицией: 60 раненых. Король Бахрейна поручает наследному принцу провести диалог с оппозицией, но 19 февраля оппозиция отвергает участие принца в урегулировании. Власти отдают приказ армии покинуть Жемчужную площадь. После этого туда входят демонстранты и вновь устанавливают палатки.
14 марта по просьбе правительства Бахрейна начинается интервенция государств ССАГПЗ: по мосту короля Фахда в Бахрейн заходят 1000 саудовских солдат и 500 полицейских из ОАЭ. 15 марта в Бахрейне введено чрезвычайное положение. В тот же день был убит саудовский солдат. В столкновениях демонстрантов с силами правопорядка гибнут 3 человека, около 200 ранены. 16 марта войска входят на главную[какую?] площадь Манамы, разгоняя демонстрантов. Погибли 5 человек, сотни ранены. 17 марта арестованы 6 руководителей оппозиции. В итоге 8 оппозиционных активистов получают пожизненные сроки за подготовку государственного переворота, ещё 13 осуждены по аналогичной статье на сроки от 2 до 15 лет.

### Кувейт
Акции протеста в Кувейте начались в пятницу 18 февраля 2011 года. В нескольких городах страны прошли демонстрации не имеющих гражданства арабских жителей страны, протестовавших против своего бесправного положения.
По данным средств массовой информации в 2011 году в Кувейте были объявлены следующие меры: об увеличении выплат всем своим работникам объявила нефтяная государственная компания Kuwait Petroleum Corporation. Парламент повысил стипендии неженатым студентам сразу в два раза, до $700, а женатым — до $1200. На очереди учителя и преподаватели вузов. Парламент успел одобрить повышение выплат всем военнослужащим, полицейским и пожарным на 70-115 %. Это обойдется бюджету эмирата в дополнительные $700 млн в год. В ближайшее время будут проиндексированы зарплаты госслужащих — сразу на 100 %. Вице-премьер по экономическим вопросам предложил избавить всех граждан Кувейта от необходимости платить за электричество, воду и телефонную связь. В честь пятилетия правления эмира было объявлено об Amiri grant. Этот грант состоит из единовременной выплаты 1000 кувейтских динаров и права получать бесплатную еду на протяжении 14 месяцев: с начала февраля 2011 г. и до конца марта 2012 г. Выплату в 1000 динаров в течение февраля должны получить 1 150 000 кувейтцев.

### Буркина-Фасо
Акции протеста начались 22 января после убийства студента в полицейском участке. В дальнейшем гражданские акции переросли в повсеместные беспорядки и военные мятежи, подавление которых сопровождалось кровопролитием. Правительство пошло на социальные уступки и инициировало обсуждение поправок к Конституции страны, которое было бойкотировано оппозицией.

### Ирак
Протесты в городах Ирака 25 февраля 2011 года против правительства Нури аль-Малики стоили жизни 23 человек, сотни ранены.

### Ливия
15 февраля 2011 года в ливийском портовом городе Бенгази ночью были зафиксированы столкновения протестующих с полицией и сторонниками правительства. Это послужило началом к Гражданской войне в Ливии 2011 года. По данным местных независимых интернет-СМИ, поводом к акции протеста послужил арест одного из правозащитников. Толпа людей вышла к зданию администрации Бенгази с требованием освободить активиста, после чего она направилась к центральной площади, где и произошла стычка с полицией. В демонстрации принимали участие 500—600 человек, разъярённые люди метали камни в здание администрации и в полицейских, протестующие скандировали антиправительственные лозунги. Однако призывов к свержению лидера Ливийской революции Муаммара Каддафи, находящегося у власти с 1969 года, не прозвучало.
В столице страны Триполи прошли митинги в поддержку Муаммара Каддафи.
Накануне 213 представителей интеллигенции потребовали отставки Каддафи, мирной смены власти и перестать преследовать демонстрантов.
17 февраля в городе Аль-Байда погибли четыре человека сообщили оппозиционные силы. Далее сообщали о 14 убитых, всего за 17 февраля — 19 убитых.
Прекратил работу парламент. Контроль над четвёртым по величине ливийском городом Аль-Байда перешёл к протестующим. Город был захвачен оппозицией после того, как местная полиция перешла на сторону демонстрантов. Сообщается, что несколько полицейских, пытавшихся разогнать манифестацию, были схвачены разъярённой толпой и повешены. Известно, что город взяли в кольцо правительственные войска.
Власти Ливии ввели войска, усиленные бронетехникой, во второй по величине город страны Бенгази, как сообщило Би-би-си.
Очевидцы сообщили, что в этот населённый пункт вошли «несколько» танков, четыре из которых взяли под охрану здание суда. В ряде районов Бенгази отключено электричество, закрыт местный аэропорт. По неподтверждённым данным, часть военных перешла на сторону оппозиции.
Ранее сообщалось, что в городе демонстранты поджигают полицейские участки. В ряде городских кварталов шли погромы.
По данным правозащитников, за три дня акций протеста в Ливии погибли 84 человека. Такие данные были получены путём обзвона местных больниц и со слов свидетелей.
28 февраля 2011 года США приступили к передислокации своих войск, расположенных вблизи ливийской границы. Передислокация затронула Военно-морские и Военно-воздушные силы американской армии.
В Ливии началась гражданская война между сторонниками Каддафи и повстанцами, произошло вмешательство в конфликт международных сил.
17—19 октября правительственными войсками Переходного национального совета были взяты последние очаги сопротивления лоялистов — города Бени-Валид и Сирт. Каддафи под Сиртом был захвачен и убит восставшими.
23 октября Переходный национальный совет провозгласил Ливию свободной от режима Каддафи. Но конфликт продолжился и дальше в виде столкновений между различными фракциями и группировками.
Третий этап войны (также известный в англоязычных источниках, как «вторая Гражданская война») — продолжение войны между несколькими сторонами, каждая из которых претендует на право называться «законным правительством». Конфликт начался 16 мая 2014 года, когда генерал-майор Ливийской национальной армии Халифа Хафтар объявил о начале широкомасштабной воздушной и наземной операции подконтрольных ему частей вооружённых сил в районе города Бенгази, описав её как «поправку на пути к революции». Военное наступление получило кодовое название — Операция «Достоинство».

## Последствия
Лидеры арабских стран один за другим начали проводить собственные реформы (Кувейт, Иордания, Оман, Алжир, Катар), в ряде стран (Египет, Ливия, Тунис, Сирия) свергнуто или отправлено в отставку правительство, в Саудовской Аравии и Бахрейне протесты были подавлены, президент Йемена согласился уступить власть в обмен на личную неприкосновенность. В Египте, Сирии, Ливии и Йемене усилились позиции радикальных исламистов.
«После окончания Второй мировой войны, в мире ещё не происходило таких масштабных и обширных беспорядков», — указывает профессор Ши Цзяньсюнь.

### Экономическая цена Арабской весны
МВФ подсчитал цену Арабской весны, потери основных стран составили более 55 миллиардов долларов.
1 января 2012 года заместитель генерального секретаря Лиги арабских государств по экономическим вопросам Мухаммед аль-Таваджири сообщил, что только прямые финансовые убытки вследствие событий «арабской весны» к настоящему моменту составляют, как минимум, 75 миллиардов долларов.
- 10 октября 2013 года британский банк HSBC опубликовал отчёт, согласно которому к концу 2014 года валовой внутренний продукт в семи наиболее пострадавших странах — Египте, Тунисе, Ливии, Сирии, Иордании, Ливане и Бахрейне — будет на 35 % ниже[уточнить][источник не указан 810 дней], чем мог бы быть, если бы не восстание 2011 года. Экономика Ближнего Востока из-за «весенних» событий потеряет 800 млрд долларов до конца 2014 года. Отчёт учитывает как прямые экономические потери, так и замедленный рост ВВП и снижение объёма инвестиций[175].

Через пять лет Ливия и Сирия все ещё оставались в состоянии длительной гражданской войны, а в Египте в 2013 году военные совершили переворот и отстранили президента Мурси, пришедшего к власти на волне протестных настроений. Эти события получили в Египте название «революции 30 июня», каждая годовщина которой масштабно празднуется в стране. Бывший президент Мурси был осужден на пожизненное заключение.
Потерянный экономический рост стран на Ближнем Востоке из-за «арабской весны» за период с 2011 года составил 614 млрд долларов по подсчётам ООН.

### Влияние на мировую экономику
Начиная с 31 января 2011 отмечен рост мировых цен на нефть по фьючерсным контрактам. Согласно высказывавшимся тогда предположениям аналитиков это было вызвано опасениями, что происходящие волнения в конечном итоге могут охватить весь арабский мир. Из-за событий в Египте отменён проход нефтяного каравана через Суэцкий канал.
Особо бурный рост цен на нефть вызвали волнения в Ливии. К 23 февраля они достигли 100 долларов за баррель — наивысшей цены с октября 2008 года. Ливия объявила о том, что не в состоянии выполнить ряд экспортных контрактов. Ливийские порты были частично закрыты, отгрузка нефти практически остановлена. Была остановлена также работа газопровода Greenstream, связывающего Ливию с Италией. Более того, по сообщению журнала Time, правитель Ливии Муаммар Каддафи отдал приказ взорвать трубопроводы, по которым нефть перекачивается на внешние рынки[уточнить].
На время Арабской весны в 2011 году отмечен пик миграции из стран, охваченных ею; в Евросоюз тогда бежало около 140 тыс. человек.

### Влияние на проведение спортивных мероприятий
- Из-за политической нестабильности в Бахрейне организаторами Гран-при Бахрейна был отменён первый этап сезона 2011 года по автогонкам в классе «Формула-1»[185][186].
- Под угрозой отмены был ралли Иордании, четвёртый этап чемпионата мира (WRC), первоначально запланированный на 14—17 апреля[187]. Из-за возникших трудностей при транспортировке оборудования, связанных с волнениями в Сирии[188], был отменён первый день этапа, а сам этап сокращён до двухдневного формата[189].
- Был перенесён финал ACM ICPC, который должен был пройти в феврале-начале марта в Египте[190].

### Волнения за пределами арабского мира
В 2010—2011 годах под влиянием арабских конфликтов по характеру во многом аналогичные акции протеста прошли и в других странах мира.

## Оценки

### В России
22 февраля 2011 года во Владикавказе президент России Дмитрий Медведев высказал следующее мнение по поводу революций в Тунисе и Египте:

Такой сценарий они раньше готовили для нас, а сейчас они тем более будут пытаться его осуществлять. В любом случае, этот сценарий не пройдёт. Но всё происходящее там будет оказывать прямое воздействие на нашу ситуацию, причём речь идёт о достаточно длительной перспективе, речь идёт о перспективе десятилетий. Давайте будем честными перед самими собой, не надо самообманываться и вводить граждан в заблуждение, это большая, сложная проблема, по которой нам придётся предпринимать очень серьёзные усилия на протяжении очень длительного периода.

Президента поддержал вице-премьер России Игорь Сечин, высказавшийся о таинственных внешних силах, которые расшатали Египет. Он также призвал обратить пристальное внимание на роль Google в связи с обсуждаемыми событиями.
Точка зрения Медведева вызывала широкую критику в российской блогосфере.
В марте 2011 года премьер-министр России В. В. Путин в ответ на резолюцию СБ ООН по Ливии, открывающей возможность внешней агрессии в суверенную страну, сравнил политику Запада с крестовым походом в котором нет ни совести, ни логики. В феврале 2012 года премьер Путин отмечал: «„Арабская весна“ вначале воспринималась с надеждой на позитивные перемены… Однако скоро стало ясно, что во многих странах события разворачиваются не по цивилизованному сценарию. Вместо утверждения демократии, вместо защиты прав меньшинства — выталкивание противника, переворот, когда доминирование одной силы сменяется ещё более агрессивным доминированием другой. Негативный окрас развития ситуации придало вмешательство извне в поддержку одной из сторон внутренних конфликтов — и сам силовой характер такого вмешательства. Дошло до того, что ряд государств под прикрытием гуманитарных лозунгов с помощью авиации разделались с ливийским режимом». «События показывают, что стремление внедрить демократию с помощью силовых методов может — и зачастую приводит к абсолютно противоположному результату. Со дна поднимаются силы, в том числе и религиозные экстремисты, которые пытаются изменить само направление развития стран, светский характер их управления», — отмечал Путин.
По мнению Евгения Примакова, высказанному им в апреле 2013 года: «„Арабская весна“ прежде всего невыгодна именно американцам. Прежние режимы их устраивали, потому что их руководители боролись с исламским экстремизмом, с террористами. „Весна“ началась спонтанно, а вот распространение её по арабским странам уже связано с новейшими технологиями — интернетом, телевидением, другими коммуникациями. „Оседлали“ этот процесс и исламисты. Их организации взяли ситуацию под свой контроль, и с этим надо считаться».
По мнению директора Московского Центра Карнеги Д. В. Тренина (2013), Россия никогда не разделяла надежду на то, что «Арабская весна» принесёт демократию и процветание в этот регион, а с самого начала выражала опасения, что после свержения деспотов к власти могут прийти исламские экстремисты.
Путин 4 декабря 2016 года вспомнил предсказания Е. Примакова об «Арабской весне».

### В других странах
Президент Эритреи Исайас Афеворки, являющийся лидером единственной легальной парламентской партии в стране, высказал близкие Д. Медведеву мысли. В соответствии с заявлением президента, «Арабская весна» — это попытка Запада достичь своих тайных целей, которые должны привести к созданию Нового мирового порядка. По его мнению, высокие уровни коррупции и социального расслоения не имели большого значения среди причин народных волнений.
Аналитик Петер Аппел соглашается, что Арабская весна — это не стихийное явление, однако по его мнению подготовлена она как раз антизападными силами, которые эксплуатируют мировой финансовый кризис и левые настроения западной интеллигенции. Он обращает внимание, что пострадали от революций светские режимы, тогда как на их смену пришли исламисты.
«В этих движениях мы оценили народную жажду лучшей жизни, реакцию на обострённые проблемы. Однако одновременно мы увидели попытку помешать народу, подавить подлинные народные восстания и особенно пробуждение рабочего класса. Вместо этого были заменены правительства на более дружественные тому или другому империалисту», — такую оценку Арабской весне в январе 2012 дала Генеральный секретарь ЦК Компартии Греции Алека Папарига.
В интервью египетскому еженедельному журналу al-Ahram на арабском языке президент Сирии Башар Асад заявил, что восстания в ходе «Арабской весны» вызвали лишь хаос, и что сирийские повстанцы победить не в состоянии.
По мнению бывшего посла США в России Уильяма Бёрнса, после «цветных революций» в Грузии и Украине Москва опасалась, что волна народных волнений может докатиться и до России. По мнению Бёрнса, особенно пугала Москву ситуация в Ливии и то, что случилось с Каддафи.